# Tchad aux Jeux olympiques d'été de 1972
Le Tchad participe aux Jeux olympiques d'été de 1972 qui se déroulent du 26 août au 11 septembre 1972 à Munich en Allemagne. Il s'agit de leur troisième participation à des Jeux d'été. La délégation tchadienne est représentée par des athlètes en athlétisme et en boxe.
Le Tchad fait partie des pays qui ne remportent pas de médaille au cours de cet événement sportif.

## Résultats

### Athlétisme
Hommes
Courses
| Athlète          | Épreuve | Séries   | Séries  | Quarts de finale | Quarts de finale | Demi-finale | Demi-finale | Finale   | Finale |
| Athlète          | Épreuve | Résultat | Rang    | Résultat         | Rang             | Résultat    | Rang        | Résultat | Rang   |
| ---------------- | ------- | -------- | ------- | ---------------- | ---------------- | ----------- | ----------- | -------- | ------ |
| Saleh Alah-Djaba | 100 m   | 10 s 65  | 8e      | 10 s 51          | 7e (NQ)          | NC          | NC          | NC       | NC     |
| Saleh Alah-Djaba | 200 m   | /        | DNF     | NC               | NC               | NC          | NC          | NC       | NC     |
| Gana Abba Kimet  | 100 m   | 10 s 89  | 5e (NQ) | NC               | NC               | NC          | NC          | NC       | NC     |

Concours
| Athlète        | Épreuve         | Qualifications | Qualifications | Finale      | Finale |
| Athlète        | Épreuve         | Performance    | Rang           | Performance | Rang   |
| -------------- | --------------- | -------------- | -------------- | ----------- | ------ |
| Ahmed Senoussi | Saut en hauteur | 2,00 m         | 35e (NQ)       | NC          | NC     |

### Boxe
| Athlète                | Compétition               | 1/16 de finale      | 1/8 de finale       | Quarts de finale    | Demi-finales        | Finale              |
| Athlète                | Compétition               | Adversaire Résultat | Adversaire Résultat | Adversaire Résultat | Adversaire Résultat | Adversaire Résultat |
| ---------------------- | ------------------------- | ------------------- | ------------------- | ------------------- | ------------------- | ------------------- |
| Noureddine Aman Hassan | Poids mi-lourds (- 81 kg) | Mate Parlov TKO-2   | NC                  | NC                  | NC                  | NC                  |